# Angélo Tulik
Angélo Tulik (Moulins, 2 december 1990) is een Frans wielrenner die anno 2019 rijdt voor Direct Énergie.

## Baanwielrennen

### Palmares
| Jaar     | FK                   | EK       | WK       | Overig   |
| Junioren | Junioren             | Junioren | Junioren | Junioren |
| -------- | -------------------- | -------- | -------- | -------- |
| 2008     | Ploegkoers           |          |          |          |
| Elite    |                      |          |          |          |
| 2009     | Ploegenachtervolging |          |          |          |

## Wegwielrennen

### Overwinningen
2011
7e etappe deel B Ronde van Chili
2012
4e etappe Ronde van Rhône-Alpes Isère
2013
4e etappe Tour des Fjords
2014
La Roue Tourangelle

## Resultaten in voornaamste wedstrijden
| Jaar | Ronde van Italië | Ronde van Frankrijk | Ronde van Spanje |
| ---- | ---------------- | ------------------- | ---------------- |
| 2012 |                  |                     |                  |
| 2013 |                  |                     |                  |
| 2014 | 123e             |                     |                  |
| 2015 |                  | 91e                 |                  |
| 2016 |                  | opgave              |                  |
| 2017 |                  | 89e                 |                  |
| 2018 |                  |                     |                  |
| 2019 |                  |                     |                  |

| Jaar | Ronde van Vlaanderen | Amstel Gold Race | Luik-Bast.‑Luik | Ronde van Lombardije | Waalse Pijl | Parijs-Tours |  | Wereldranglijsten |
| ---- | -------------------- | ---------------- | --------------- | -------------------- | ----------- | ------------ |  | ----------------- |
| 2012 |                      | 94e              |                 |                      |             | 136e         |  |                   |
| 2013 |                      | opgave           |                 | opgave               |             | 100e         |  |                   |
| 2014 |                      | 92e              |                 |                      | opgave      | 112e         |  | 185e (UWT)        |
| 2015 | 114e                 |                  | opgave          |                      | 124e        |              |  |                   |
| 2016 |                      | 71e              | opgave          |                      |             | 68e          |  |                   |
| 2017 |                      | 53e              |                 |                      |             | 63e          |  |                   |
| 2018 |                      |                  |                 |                      |             |              |  |                   |
| 2019 |                      |                  | opgave          |                      |             | 40e          |  |                   |

## Ploegen
- 2012 –  Team Europcar
- 2013 –  Team Europcar
- 2014 –  Team Europcar
- 2015 –  Team Europcar
- 2016 –  Direct Énergie
- 2017 –  Direct Énergie
- 2018 –  Direct Énergie
- 2019 –  Direct Énergie